# Palacio de San Boal (Salamanca)
El Palacio de San Boal es un edificio de la ciudad española de Salamanca construido en 1470, junto con el de Arias Corvelle, con el que formaba un solo palacio. Posteriormente fueron separados por el marqués de Almarza. La decoración de la fachada serigrafía da corresponde al siglo XVII.
En 1906 fue comprado a Enrique de Aguilera y Gamboa. Albergó la Escuela de Nobles y Bellas Artes de San Eloy (Escuela de Artes y Oficios) y el Conservatorio de Música de Salamanca. La escuela fue creada a finales del siglo XVIII por el gremio salmantino de plateros y desde 1947 pertenece a la Obra Social de Caja Duero.
En la actualidad el edificio es la sede de la Fundación Caja Duero, además de la Joven Orquesta de Cámara y el Coro de Niños dependientes de la fundación.
En la planta baja está la Sala de Exposiciones San Eloy y en la primera planta la Biblioteca San Eloy, especializada en temas de arte.